# Tibor Radó
Tibor Radó (2 de junio de 1895 - 29 de diciembre de 1965) fue un matemático húngaro que se mudó a los Estados Unidos después de Primera Guerra Mundial.

## Biografía
Radó nació en Budapest y entre 1913 y 1915 asistió a la un Instituto Politécnico financiado por el Estado, estudiando ingeniería civil. Durante la Primera Guerra Mundial, se convirtió en primer teniente del ejército húngaro y fue capturado en el frente ruso. Escapó de un campo de prisioneros de Siberia y, viajando miles de kilómetros a través de Ártico logró regresar a Hungría.
Se doctoró en 1923 en la Universidad Franz Joseph. Enseñó brevemente en la universidad y luego fue becario de investigación en Alemania para la Fundación Rockefeller. En 1929, se trasladó a los Estados Unidos y dio conferencias en Universidad de Harvard y en Instituto Rice antes de obtener un puesto de profesor en el Departamento de Matemáticas de Universidad Estatal de Ohio en 1930. En 1935 se le concedió la ciudadanía estadounidense. En la Segunda Guerra Mundial fue consultor científico del gobierno de Estados Unidos, interrumpiendo su carrera académica. Se convirtió en Presidente del Departamento de Matemáticas de la Universidad Estatal de Ohio en 1948.
En la década de 1920 demostró que una superficie dada tiene una triangulación esencialmente única. En 1933, Radó publicó "On the Problem of Plateau" en el que dio solución al problema de Plateau, y en 1935, "Subharmonic Functions". Su trabajo se centró en la informática en la última década de su vida y en mayo de 1962 publicó uno de sus resultados más famosos en el Bell System Technical Journal: la función del castor ocupado y su no computable. ("Sobre funciones no computables").
Murió en New Smyrna Beach, Florida.

## Trabajos
- Über den Begriff der Riemannschen Fläche Archivado el 6 de mayo de 2016 en Wayback Machine., Acta Scientarum Mathematicarum Universitatis Szegediensis, 1925
- The problem of least area and the problem of Plateau, Mathematische Zeitschrift Vol. 32, 1930, p.763
- On the problem of Plateau, Springer-Verlag, Berlin, Ergebnisse der Mathematik und ihrer Grenzgebiete, 1933,[2] 1951, 1971
- Subharmonic Functions, Springer, Ergebnisse der Mathematik und ihrer Grenzgebiete, 1937[3]
- Length and Area, AMS Colloquium Lectures, 1948[4]
- with Paul V. Reichelderfer Continuous transformations in analysis - with an introduction to algebraic topology, Springer 1955
- On Non-Computable Functions, Bell System Technical Journal 41/1962 scan
- Computer studies of Turing machine problems, Journal of the ACM 12/1965